# Zorro il dominatore
Zorro il dominatore (La última aventura del Zorro) è un film del 1969, diretto da José Luis Merino.